# Antoine Brizard
Antoine Arthur Fabien Brizard (Poitiers, 22 de maio de 1994) é um jogador de voleibol francês que atua na posição de levantador.

## Carreira

### Clube
A carreira de Brizard começou nas categorias de base do Stade Poitevin. Na temporada 2012–13 o atleta se profissionalizou e foi contratado pelo Paris Volley, na primeira divisão do campeonato francês, onde permaneceu por três anos, conquistando a Supercopa Francesa de 2013 e a Copa CEV de 2013–14. Nas duas temporadas seguintes, o atleta foi defender as cores do Spacer's Toulouse Volley, ainda na primeira divisão francesa.
Na temporada 2017–18 fez sua estreia no voleibol polonês após assinar contrato com o ONICO Warszawa, renovando o contrato por mais duas temporadas no ano seguinte. Na temporada 2020–21 assinou com o russo Zenit São Petersburgo, enquanto na temporada seguinte transferiu-se para o Gas Sales Bluenergy Piacenza, na primeira divisão do campeonato italiano. Em sua temporada de estreia, o levantador conquistou o inédito título da Copa Itália para a equipe de Placência.

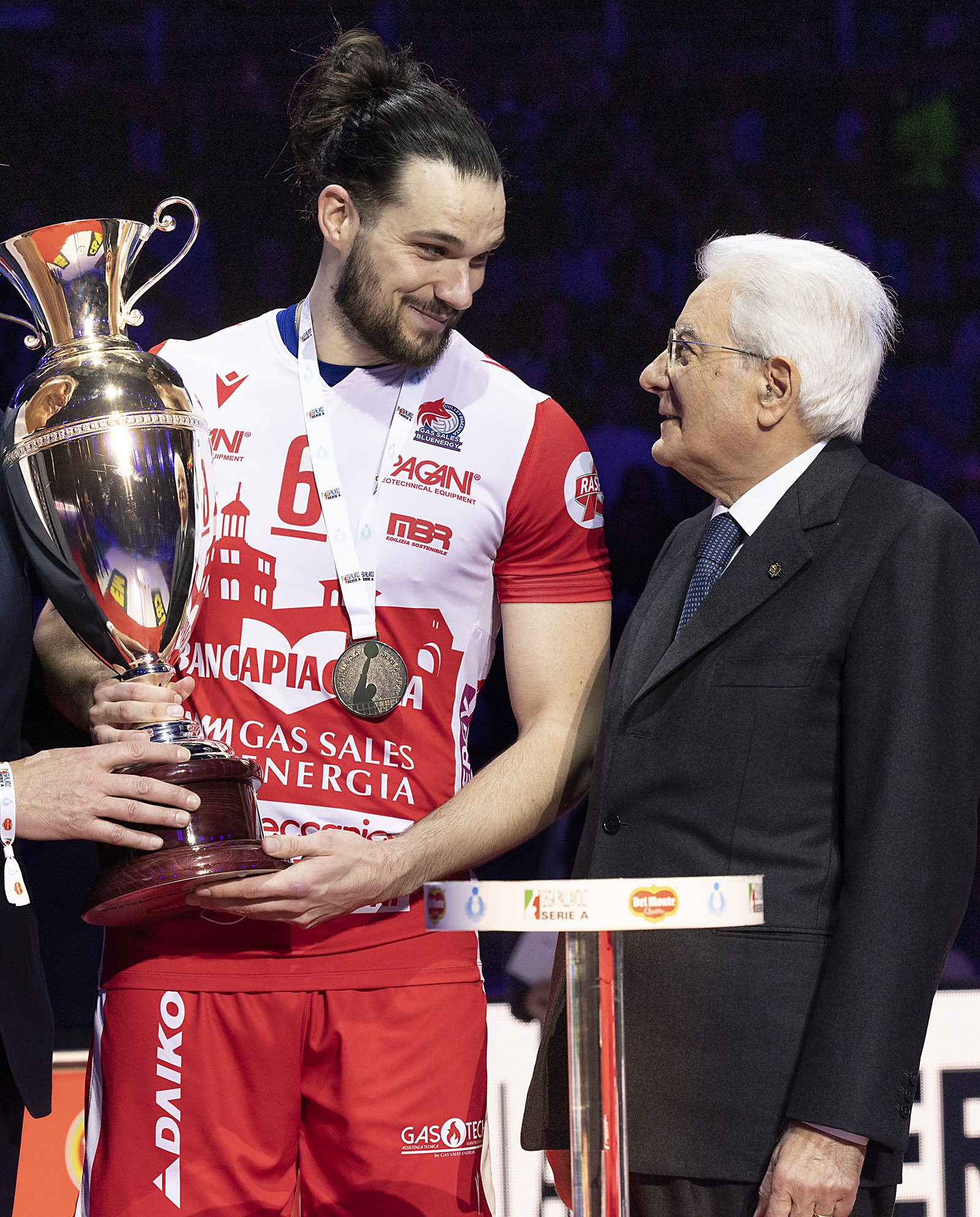
Brizard fotografado com o presidente italiano Sergio Mattarella ao receber a taça da Copa Itália de 2022–23.

### Seleção
Em 2011, Brizard conquistou a medalha de prata no Campeonato Europeu Sub-19, a medalha de bronze no Festival Olímpico da Juventude Europeia e um quarto lugar no Campeonato Mundial Sub-19, sendo premiado neste último como melhor levantador da competição.
Conquistou seu primeiro título com a seleção francesa adulta em 2017 ao derrotar a seleção brasileira na final da Liga Mundial. Em 2018 foi vice-campeão da Liga da Nações após derrota para a seleção russa na final. Em 2021 conquistou a medalha de bronze na Liga das Nações após vencer a seleção eslovena por 3 sets a 0. Em agosto do mesmo ano se tornou campeão olímpico ao derrotar o Comitê Olímpico Russo na final dos Jogos Olímpicos de Tóquio 2020.
Em 2022 conquistou o inédito título da Liga das Nações após vitória sobre a seleção norte-americana.

## Títulos
Paris Volley
- Copa CEV: 2013–14
- Supercopa Francesa: 2013

Gas Sales Piacenza
- Copa Itália: 2022–23

## Clubes
| Anos      | Clube                        |
| --------- | ---------------------------- |
| 2012–2015 | Paris Volley                 |
| 2015–2017 | Spacer's Toulouse Volley     |
| 2017–2019 | ONICO Warszawa               |
| 2019–2020 | VERVA Warszawa ORLEN Paliwa  |
| 2020–2021 | Zenit São Petersburgo        |
| 2021–     | Gas Sales Bluenergy Piacenza |

## Prêmios individuais
- 2011: Campeonato Mundial Sub-19 – Melhor levantador
- 2024: Liga das Nações – MVP e melhor levantador
- 2024: Jogos Olímpicos – Melhor levantador